# Peder Skram
 For alternative betydninger, se Peder Skram (flertydig). (Se også artikler, som begynder med Peder Skram)
 Der er for få eller ingen kildehenvisninger i denne artikel, hvilket er et problem. Du kan hjælpe ved at angive troværdige kilder til de påstande, som fremføres i artiklen.

Peder Skram (født ca. 1503 i Urup, død 11. juli 1581 sammesteds), også kendt som Danmarks vovehals, var en dansk rigsråd og admiral. Han deltog i Grevens Fejde på Christian 3.s side.

## Familie og ægteskab
Peder Skrams forældre var Christiern Skram og Anne Knudsdatter Reventlow. Han var gift med Elsebe, der var datter af rigsmarsk Tyge Krabbe. I løbet af deres lange ægteskab fik Peder Skram og Elsebe Krabbe i alt 18 børn; 7 sønner og 11 døtre. Tre af døtrene døde ved fødslen og kun én af sønnerne og syv af døtrene overlevede deres forældre. Alene i 1566 døde fire af deres sønner.

## Biografi
Han deltog med Henrik Gøye i felttog i Sverige og frelste ved Uppsala Mogens Gyldenstierne. Da Christian 2. var fordrevet, var Peder Skram med ved belejringen af København i 1523.
I 1532 sejlede Skram med en lille flåde til Norge for at finde Christian 2.'s fem skibe. Han opbragte dem ved Tønsberg og undsatte Mogens Gyldenstierne på Akershus.
Hertug Christian sendte ham efter anmodning fra Gustav Vasa til Stockholm i 1535 for at kommandere den svenske flåde, der sammen med danske og preussiske skibe skulle bryde Lübecks overmagt. Han blev leder af alle flådeafdelingerne, hjulpet af den svenske admiral Per Månsson.
Efter at have jaget modstanderens flåde på flugt ved Bornholm, fortsatte han til Lillebælt, hvor han ødelagde en del fjendtlige skibe og sikrede Johan Rantzaus overførsel af tropper til Sjælland efter sejren i Slaget ved Øksnebjerg. Peder Skram indtog herefter Langeland og Korsør. Fra juli 1535 blokerede han med flåden København og Malmø. Han blev såret, men vendte tilbage til blokaden indtil overgivelsen 29. juli 1536.
Ved Christian 3.'s kroning 1537 blev han slået til ridder og i 1539 optaget i rigsrådet. Da Den Nordiske Syvårskrig i 1563 brød ud, havde han kommandoen over den danske flåde.
Skram var lensmand på Laholm fra 1558 (afgiftslen) – han slog flere fjendtlige angreb fra Sverige tilbage i 1565 og 1568. Selv ejede han herregården Urup og fik i 1536 Harritsborg len, som han samme år ombyttede med Helsingborg Len. Peder Skram skrives i 1548 til Helsingborg Len og Landskrone slot, og han lagde grundstenen til Landskrone slot i 1549.

## Henvisning
- Briand de Crévecouer, E. (1950). Peder Skram. Danmarks Vovehals. Gyldendal.